# Nubiella mitra
Nubiella mitra is een hydroïdpoliep uit de familie Bougainvilliidae. De poliep komt uit het geslacht Nubiella. Nubiella mitra werd in 1980 voor het eerst wetenschappelijk beschreven door Bouillon. 